# Bello Bouba Maigari
Bello Bouba Maigari (Baschéo, 1947) é um político camaronês. Foi primeiro-ministro dos Camarões, entre 6 de novembro de 1982 e 22 de agosto de 1983, sendo indicado ao cargo pelo presidente Paul Biya, seu antecessor no próprio cargo.
É o presidente nacional do partido União Nacional para a Democracia e o Progresso (UNDP), desde janeiro de 1992. Embora tenha sido um importante líder da oposição durante grande parte da década de 1990, participa do governo desde dezembro de 1997, sendo ministro do Desenvolvimento Industrial e Comercial, de 1997 a 2004, ministro dos Correios e Telecomunicações, de 2004 a 2009, e ministro dos Transportes, de 2009 a 2009. Desde dezembro de 2011, é ministro do Turismo e Lazer.

## Vida pessoal e formação acadêmica
Nasceu, em 1947, em Baschéo, no departamento de Bénoué, região Norte de Camarões.
Fez seus estudos primários em sua aldeia natal e seus estudos secundários no Lycée de Garoua antes de entrar, em 1966, na Escola Nacional de Administração e Magistratura (ENAM), onde se formou, em 1970. Também se formou no Instituto Internacional de Administração Pública (IIIP), de Paris.

## Carreira política

### Início (1965–1982)
Em 1965, foi delegado do distrito Poli. Entre 1971 e 1972, adido do Gabinete da Presidência da República, do presidente Ahmadou Ahidjo. De 1972 a 1975, foi secretário-geral do Ministério das Forças Armadas. Em 30 de junho de 1975, foi secretário-geral adjunto da Presidência da República até janeiro de 1982, sendo que a partir de 11 de novembro de 1980, com status de ministro de Estado. Entre 7 de janeiro de 1982 e 6 de novembro de 1982, ministro da Economia e do Planejamento, saindo do ministério para assumir o cargo de primeiro-ministro do país.

### Primeiro-ministro (1982–1984)
Em novembro de 1982, quando o presidente Ahmadou Ahidjo renunciou ao cargo, foi nomeado primeiro-ministro pelo novo presidente, Paul Biya. Diz-se que Biya o nomeou a mando de Ahidjo e muitos pensavam que Ahidjo pretendia que Bello Bouba — um muçulmano do norte, como ele, e diferente de Biya — fosse seu sucessor final e que Biya deveria servir essencialmente como um presidente interino nesse meio tempo. No entanto, Ahidjo e Biya entraram em conflito. Ahidjo foi para o exílio e, em 22 de agosto de 1983, Biya acusou publicamente Ahidjo de planejar um golpe e, no mesmo momento, anunciou a demissão do primeiro-ministro e sua substituição por Luc Ayang.
O ex-presidente Ahmadou Ahidjo foi julgado in absentia pela conspiração do golpe de 1983 e foi condenado à morte por um tribunal, em 28 de fevereiro de 1984. Na ocasião, o tribunal propôs que outros, incluindo o ex-primeiro-ministro, também fossem julgados pelo mesmo crime. No entanto, o presidente Biya interrompeu o processo legal contra eles.

### Exílio (1984–1989)
Após uma fracassada tentativa de golpe, em abril de 1984, contra o presidente Paul Biya, foi para o exílio, na Nigéria.

### Novo partido e volta ao país (1990–1992)
Em Paris, em 25 de maio de 1990, anunciou a formação do novo partido União Nacional para a Democracia e o Progresso em Camarões (em francês: Union Nationale pour la Démocratie et le Progrès au Cameroun, UNDPC). Depois que o partido foi legalizado — já como como União Nacional para a Democracia e o Progresso (em francês: Union Nationale pour la Démocratie et le Progrès, UNDP), em março de 1991 — retornou ao país, em 17 de agosto de 1991. No congresso do partido realizado, em Garua, entre 4 e 5 de janeiro de 1992, tornou-se presidente, destituindo o líder anterior do partido, Samuel Eboua.

### 1.ª eleição para a Assembleia Nacional (1992–1997)
Na eleição legislativa de 1992 foi eleito, como deputado de Bénoué, para um mandato de cinco anos entre março de 1992 e abril de 1997, como membro da Assembleia Nacional.

### Eleição para presidência (1992)
Embora um requisito de residência no país de cinco anos o impedisse inicialmente de concorrer à presidência no final de 1992, isso foi alterado para um ano. A mudança foi atribuída ao desejo do governo francês de ter alternativas para a população na eleição presidencial. Ficou em terceiro lugar na eleição, realizada em 11 de outubro de 1992, atrás do candidato de Biya e da Frente Social Democrata (em francês: Front social-démocrate, FSD), John Fru Ndi, recebendo 19,22 por cento dos votos. Em duas regiões, Adamawa e Norte, obteve maiorias, respectivamente: 64,04% e 50,42%. Ambos contestaram os resultados oficiais que proclamaram novamente o presidente Biya vencedor e buscaram, sem sucesso, que a eleição fosse anulada pela Suprema Corte por suposta fraude.
O presidente Biya nomeou dois líderes do UNDP, Hamadou Moustapha e Issa Tchiroma, para o governo, em novembro de 1992, em uma tentativa aparente de dividir e enfraquecer o partido, mas Bello Bouba se opôs fortemente às nomeações e, mesmo com essa "indisciplina", os dois não foram imediatamente expulsos do partido.
Depois que os dois membros do UNDP aceitaram novamente cargos no governo como parte de uma reforma ministerial, em julho de 1994, Bello Bouba disse, em 23 de julho de 1994, que isso significaria o fim de sua participação no partido. Posteriormente, enquanto visitava Maroua, em 30 de julho de 1994, o carro de Moustapha foi atacado por pessoas que lhe atiraram pedras. Como resultado, o carro saiu da estrada, com uma pessoa morta e várias outras feridas. Foram presos pelo ataque, 28 membros do UNDP. O partido negou responsabilidade e culpou o governo pelo ataque, dizendo que foi usado como pretexto para uma repressão ao UNDP.
Bello Bouba e outros deputados do partido iniciaram, então, um boicote à Assembleia Nacional, em 8 de novembro de 1994, a fim de pressionar pela libertação dos militantes do UNDP presos, mas eles terminaram seu boicote algumas semanas depois.
Moustapha e Tchiroma contestaram sua remoção do partido, mas acabaram sendo expulsos pelo Comitê Central do UNDP, em janeiro de 1995. Após sua expulsão, ambos estabeleceram sua própria facção "autêntica" do UNDP, rejeitando a liderança de Bello Bouba. Esta facção tornou-se então a "Aliança Nacional para a Democracia e o Progresso" (em francês: Alliance Nationale pour la Démocratie et le Progrès, ANDP), um novo partido com uma ligeira alteração do nome do UNDP. Apesar da criação de um novo partido, eles ainda contestaram legalmente a liderança de Bello Bouba no UNDP.

### 2.ª eleição para a Assembleia Nacional (1997–2002)
Na eleição legislativa seguinte, em 1997, foi eleito para um novo mandato de cinco anos, mas o UNDP teve um desempenho ruim, perdendo muitos de seus assentos na Assembleia Nacional.
O PNUD então participou do boicote da oposição às eleições presidenciais de outubro de 1997.
| “                                                                 | Não há absolutamente nenhuma vontade política por parte do partido no poder para avançar em direção ao desenvolvimento pacífico... não há sufrágio universal em um país em que metade dos eleitores está impedida de exercer seu direito de voto" | ” |
| — Bello Bouba sobre as eleições presidenciais de outubro de 1997, | |   |

Após a eleição, em que o presidente Biya não enfrentou concorrência séria, aceitou uma nomeação para o governo como ministro de Estado do Desenvolvimento Industrial e Comercial, em 7 de dezembro de 1997. Ao assumir o cargo, apesar de sua forte oposição a Biya de antemão, disse que o presidente queria incluir líderes da oposição no governo, embora reconhecesse que parecia que Biya estava fazendo isso na esperança de isolar John Fru Ndi.

### Nova eleição para Assembleia Nacional (2002)
Nas eleições parlamentares de 2002, foi novamente candidato do UNDP no distrito eleitoral de Bénoué, mas desta vez foi derrotado.
O UNDP ganhou apenas um assento naquela eleição, e Bello Bouba descreveu isso como uma "farsa", alegando que o baixo registro de eleitores foi usado para fraudar a eleição em favor do partido Reunião Democrática do Povo de Camarões (RDPC), embora alguns membros do partido, no entanto, atribuíram o fraco desempenho do UNDP à desaprovação da cooperação de Bello Bouba com o RDPC no governo.
Alguns membros do partido queriam que ele deixasse o governo após as eleições de 2002 e que o UNDP se juntasse à oposição mais ampla, mas ele optou por permanecer, apesar da dissidência dentro do partido. Apoiou o presidente Biya nas eleições presidenciais de outubro de 2004. Disse que, embora os partidos sejam criados para ganhar o poder, não é necessário que eles participem de todas as eleições, e que o UNDP apoiou o presidente em prol da paz contínua e do crescimento econômico.

### Troca de ministério (2004)
Em 8 de dezembro de 2004, foi transferido de seu cargo de ministro de Estado do Desenvolvimento Industrial e Comercial para o de ministro de Estado dos Correios e Telecomunicações.

### Reeleição para o comando do partido (2007)
Foi reeleito como presidente do UNDP em um congresso do partido, em Bertoua, entre 20 e 21 de janeiro de 2007.
Discursando, em 14 de fevereiro de 2009, defendeu a participação de seu partido no governo, dizendo que sua participação lhe dava a oportunidade de trabalhar diretamente em benefício do país de uma forma que não seria possível se apenas criticasse o governo estando fora dele.

### Novas eleição presidencial (2009–2011)
Em meados de maio de 2009, foi anunciado que seria o candidato do UNDP nas eleições presidenciais de 2011.
Novamente, foi trocado de ministério, em 30 de junho de 2009, quando foi nomeado ministro de Estado dos Transportes. Como candidato presidencial, foi considerado sem chance séria de ganhar a eleição de 2011 – já que tinha uma base limitada de apoio que estava em grande parte confinada ao Norte. Pensava-se que ele continuaria apoiando o presidente Biya, que deveria se candidatar por mais um mandato, e queria permanecer no governo.

### Novo ministérios após as eleições (2011–)
Acabou não sendo candidato quando a votação foi realizada, em outubro de 2011. O presidente Biya foi novamente reeleito com facilidade. No governo nomeado, em 9 de dezembro de 2011, foi mais uma vez transferido, um dia após, agora para o cargo de ministro de Estado do Turismo e Lazer.